# Neomaenas reedii
Neomaenas reedii är en fjärilsart som beskrevs av Butler 1881. Neomaenas reedii ingår i släktet Neomaenas och familjen praktfjärilar. Inga underarter finns listade i Catalogue of Life.